# Odesa
Odesa (ukrajinsko Одеса, rusko Одесса) je tretje največje mesto Ukrajine in najpomembnejše pristanišče v državi. Leži na jugozahodu Ukrajine ob Črnem morju. Je upravno središče Odeškega rajona in Odeške oblasti ter gospodarsko in kulturno središče.
V času Sovjetske zveze je bilo pomorsko oporišče Sovjetske vojne mornarice, od ruske aneksije Sevastopola pa je glavna baza ukrajinske mornarice. Zgodovinsko središče Odese je od januarja 2023 na seznamu Unescove svetovne dediščine.

## Zgodovina
Območje današnje Odese je naseljeno vsaj od antike; pod mestnim središčem so odkrili ostanke starogrškega naselja iz 5.–3. stoletja pr. n. št. V srednjem veku so območju zaporedoma vladala turška nomadska ljudstva (Pečenegi, Kumani), Zlata horda, Krimski kanat, Velika litovska kneževina in Osmansko cesarstvo.
V Odeškem zalivu je v tem času obstajala utrdba in pristanišče Hadžibej (ukrajinsko tudi Kocjubijiv), ki se v virih prvič omenja leta 1415. Sredi 18. stoletja so Osmani v Hadžibeju zgradili novo trdnjavo Jeni Dunja (»Novi svet«).
Po rusko-turški vojni je leta 1792 z iașijskim sporazumom ozemlje vzhodno od Dnestra pripadlo Ruskemu imperiju. Leta 1794 je bilo na ukaz carice Katarine Velike blizu Jeni Dunje ustanovljeno pristaniško mesto; poimenovali so ga Odesa po tamkajšnji domnevni antični grški koloniji Odessos (druga kolonija s tem imenom je obstajala na mestu današnje Varne). Tekom 19. stoletja se je Odesa razvila v živahno mesto in postala drugo najprometnejše rusko pristanišče za Sankt Peterburgom.
Odesa je bila eno od žarišč zatrte ruske revolucije leta 1905. Po oktobrski revoluciji leta 1917 sta se v Odesi odvila dva upora boljševikov; v drugem uporu januarja 1918 so prevzeli nadzor nad mestom in razglasili Odeško sovjetsko republiko, ki jo je po manj kot dveh mesecih porazila združena nemška in avstro-ogrska vojska, bojujoča se na strani Ukrajinske ljudske republike. Po koncu prve svetovne vojne in porazu omenjenih držav so mesto zasedle antantne sile, ki so v ruski državljanski vojni podpirale rusko belo gardo. Dokončno je Odesa pristala v rokah sovjetske rdeče armade leta 1920.
Leta 1925 so v Odesi posneli znani nemi film Križarka Potemkin.
Avgusta 1941 so Odeso napadle romunske in nemške sile. 5. avgusta se je začelo obleganje, ki je trajalo 73 dni, nakar je mesto padlo pod romunsko upravo in postalo prestolnica medvojne Transnistrije. V mesecih, ki so sledili okupaciji, je bilo ubitih ali izgnanih okoli 90 000 ljudi, večinoma Judov. Sovjetske sile so mesto znova osvojile aprila 1944. Po vojni je bila Odesa eno od štirih mest, ki so prva prejela naziv mesto heroj.
V drugi polovici 20. stoletja se je Odesa še naprej razvijala kot industrijsko mesto in tudi kot turistično središče. Ohranila je posebno mešanico ukrajinske, ruske in judovske kulture in pretežno rusko govoreče okolje z edinstvenim narečjem. Od osamosvojitve leta 1991 je Odesa del Ukrajine.
Leta 2014 se je po revoluciji dostojanstva v mestu odvilo več spopadov med pro in protivladnimi protestniki, ki so dosegli vrhunec 2. maja, ko je v spopadih in požaru v Domu sindikatov umrlo 48 protestnikov.
Ruska invazija na Ukrajino leta 2022 je blokirala odeško pristanišče. Mesto doslej ni bilo prizorišče večjih spopadov, je pa utrpelo več zračnih napadov na vojaško in civilno infrastrukturo, v katerih je bilo poškodovanih več zgodovinskih stavb, vključno s katedralo Jezusove spremenitve. Prvega avgusta 2022 je iz pristanišča izplula prva ladja z žitom od začetka invazije. Zgodovinsko središče Odese je bilo leta 2023 uvrščeno med Unescovo svetovno dediščino.

## Prebivalstvo
Zgodovino Odese so sooblikovali različni narodi. Velik del zgodovine so bili največja etnična skupino v mestu Rusi, ki jih je Ruski imperij tja preferenčno naseljeval. V Odesi je bila tudi velika judovska skupnost. 
Ob popisu prebivalstva leta 1897 je 49 % prebivalcev kot svoj materni jezik navedlo ruščino, 31 % jidiš in 9 % ukrajinščino. V sredini 20. stoletja so med prebivalci prevladali Ukrajinci.
Ob popisu leta 2001 so večino prebivalstva predstavljali Ukrajinci (61,6 %) Druga največja skupnost so bili Rusi (29,0 %), znatno manjšino pa so predstavljali še Bolgari (1,3 %), Judje (1,2 %), Moldavci/Romuni (0,7 %) in Belorusi (0,5 %).

### Jezik
Na popisu leta 2001 je 64,8 % ljudi kot materni jezik navedlo ruščino, 30,4 % pa ukrajinščino. Leta 2015 je ameriški Mednarodni republikanski inštitut poročal, da 78 % Odešanov doma govori rusko, 6 % ukrajinsko in 15 % enako oba jezika. Po ruskem napadu leta 2022 in posledični krepitvi ukrajinskega patriotizma se je povečalo povpraševanje po tečajih ukrajinščine.

## Prijateljska mesta
Odesa je pobratena z naslednjimi mesti:
| - Aleksandrija, Egipt (1968) - Baltimore, ZDA (1975) - Carigrad, Turčija (1997) - Čingdao, Kitajska (1993) - Erevan, Armenija (1995) - Genova, Italija (1972) - Haifa, Izrael (1992) - Jokohama, Japonska (1968) - Kalkuta, Indija (1986) - Kišinjev, Moldavija (1994) - Konstanca, Romunija (1991) | - Liverpool, Združeno kraljestvo (1957) - Lodž, Poljska (1993) - Marseille, Francija (1973) - Nikozija, Ciper (1996) - Oulu, Finska (1957) - Pirej, Grčija (1993) - Regensburg, Nemčija (1990) - Split, Hrvaška (1964) - Szeged, Madžarska (1977) - Vancouver, Kanada (1944) - Varna, Bolgarija (1958) |